# Synagoge (Roth)
Die Synagoge in Roth, der Kreisstadt des mittelfränkischen Landkreises Roth in Bayern, wurde 1737 errichtet. In der profanierten Synagoge an der Kugelbühlstraße 44 wurden bis in die 1920er oder Anfang der 1930er Jahre Gottesdienste gehalten. 
Nach dem Wegzug der letzten jüdischen Einwohner in der Zeit des Nationalsozialismus wurde Ende 1935 der Innenraum der Synagoge demoliert. Fotografien des verwüsteten Gebäudes wurden für antijüdische Propaganda benutzt.
Das Synagogengebäude blieb erhalten und wurde nach 1945 zu einem Amts- und Wohnhaus umgebaut. Seit einiger Zeit wird das Haus auch für kulturelle Veranstaltungen genutzt.

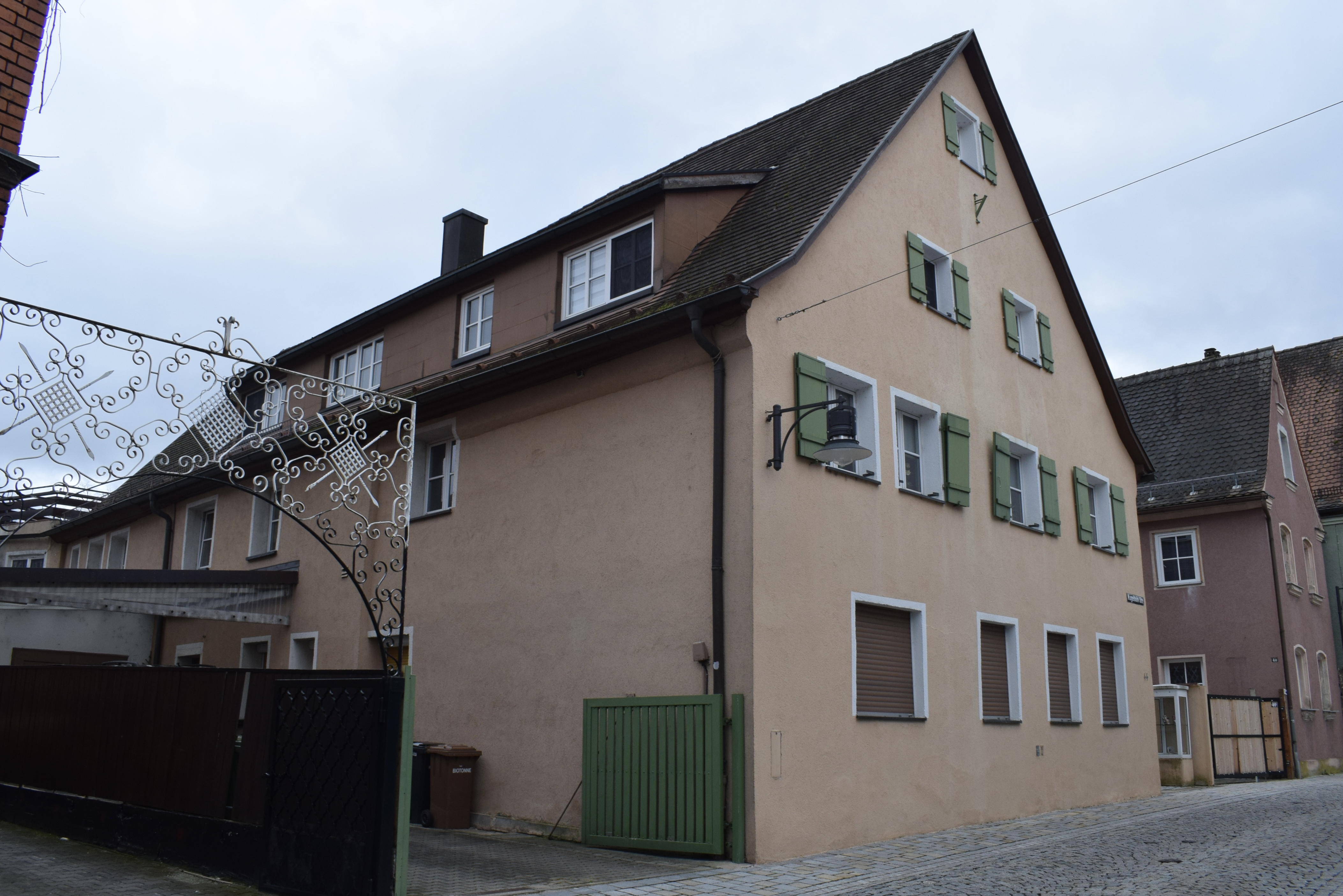
Ehemaliges Synagogengebäude, Ansicht von Nord-West
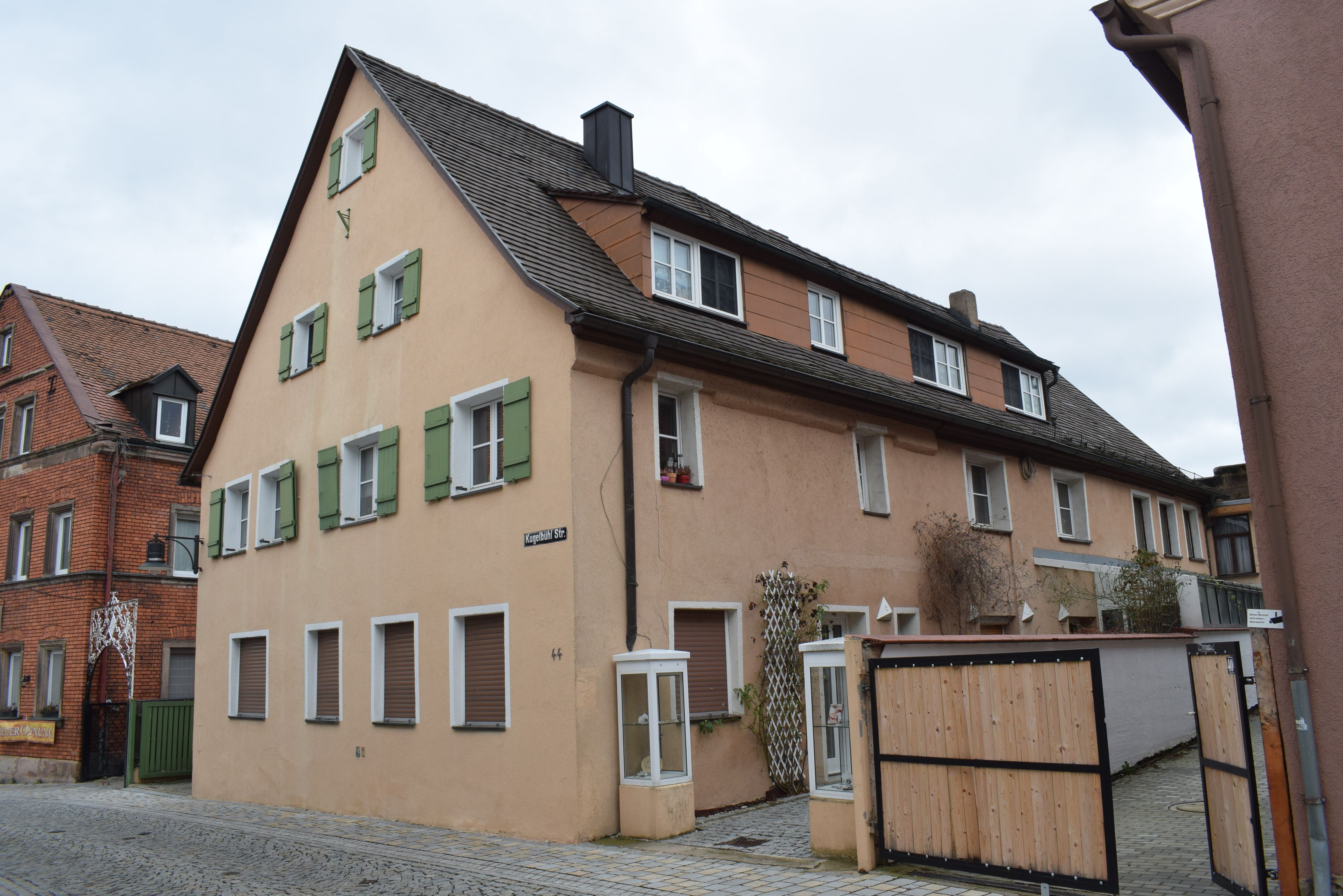
Ehemaliges Synagogengebäude, Ansicht von Süd-West
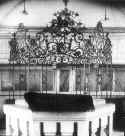
Historische Aufnahme, Innenansicht der Synagoge mit Bima (Foto von Theodor Harburger)